# RusVelo/2013
Deze pagina geeft een overzicht van de Team RusVelo-wielerploeg in 2013. 

## Algemene gegevens
Sponsors: Sberbank, Oboronprom (Russian Helicopters), Transneft, Gazprombank
Algemeen manager: Renat Khamidulin
Ploegleiders: Nikolay Morozov, Serhij Hontsjar, Sergej Ivanov, Mikhail Rostovtsev, Zulfia Zabirova
Fietsmerk: Colnago

## Renners
| Naam                | Geboortedatum | Nationaliteit | Ploeg 2012      |
| ------------------- | ------------- | ------------- | --------------- |
| Igor Boev           | 22-11-1989    | Rusland       | Itera-Katjoesja |
| Artur Ershov        | 07-03-1990    | Rusland       |                 |
| Sergei Firsanov     | 03-07-1982    | Rusland       |                 |
| Sergej Klimov       | 07-07-1980    | Rusland       |                 |
| Pavel Kochetkov     | 07-03-1986    | Rusland       | Itera-Katjoesja |
| Evgeny Kovalev      | 06-03-1989    | Rusland       | Itera-Katjoesja |
| Ivan Kovalev        | 26-07-1986    | Rusland       |                 |
| Leonid Krasnov      | 24-01-1988    | Rusland       |                 |
| Roman Maikin        | 14-08-1990    | Rusland       |                 |
| Victor Manakov      | 09-06-1992    | Rusland       |                 |
| Aleksandr Mironov   | 22-01-1984    | Rusland       |                 |
| Artem Ovetsjkin     | 11-07-1986    | Rusland       |                 |
| Sergey Pomoshnikov  | 17-07-1990    | Rusland       | Itera-Katjoesja |
| Alexander Rybakov   | 17-05-1988    | Rusland       | Itera-Katjoesja |
| Ivan Savitsky       | 06-03-1992    | Rusland       |                 |
| Aleksandr Serov     | 07-05-1988    | Rusland       |                 |
| Andrey Solomennikov | 10-06-1987    | Rusland       | Itera-Katjoesja |
| Gennady Tatarinov   | 20-04-1991    | Rusland       | Neo             |
| Ilnur Zakarin       | 15-09-1989    | Rusland       | Itera-Katjoesja |

## Overwinningen
Grote Prijs van Adygea
ITR: Ilnur Zakarin
Memorial Oleg Dyachenko
Winnaar: Alexander Rybakov
GP Moskou
Winnaar: Ivan Kovalev
Vijf ringen van Moskou
3e etappe: Sergej Klimov
Ronde van Estland
1e (a) etappe: Leonid Krasnov
Russisch kampioenschap wielrennen op de weg (ITR)
Winnaar: Ilnur Zakarin
Ronde van Portugal
1e etappe: Aleksandr Serov
2012 · 2013 · 2014 · 2015 · 2016 · 2022